# Жоффруа де Шарне
Жоффруа де Шарне (фр. Geoffrey de Charnay; ок. 1251 — 11 или 18 марта 1314, Париж) — рыцарь ордена Храма и приор Нормандии, один из обвиняемых по «Делу тамплиеров», сожжён на костре вместе с Великим Магистром Жаком де Моле.

## Биография
Родился приблизительно в середине XIII века, вступил в Орден в молодые годы, точная его жизнь до ареста неизвестна. 
В Ордене достиг должности приора Нормандии.
В пятницу 13 октября 1307 года, был арестован вместе с другими рыцарями и Великим Магистром Жаком де Моле по приказу короля Филиппа IV, следствие вели члены инквизиции. Рыцарям приписывали обвинения в ереси, богохульстве, содомии и идолопоклонстве, к рыцарям применялись пытки и они сознавались в этих преступлениях. Также им приписывали отречения от Христа при вступлении новичков в Орден. После признаний некоторые из рыцарей были приговорены к смертной казни через сожжение на костре или к различным тюремным срокам, вплоть до пожизненного, а некоторые не признавшие вины были заточены в монастыри.
11 или 18 марта 1314 года состоялся суд, на котором помимо Жоффруа де Шарнэ и Жака де Моле были генеральный визитатор ордена Гуго де Пейро и приор Аквитании Жоффруа де Гонневиль. Рыцари были приговорены к пожизненному заключению, однако де Пейро и де Гонневиль выслушали свой приговор молча, а де Шарнэ и де Моле стали возмущаться, заявив, что их показания были вырваны пытками. Судьи были ошеломлены, дело дошло до короля Филиппа IV, и он приговорил их к смерти на костре, как вторично впавших в ересь.
В тот же вечер они были доставлены к месту казни, где они и попрощались друг с другом. Два рыцаря были сожжены на костре на Еврейском острове в Париже.

## В литературе и кино
- Морис Дрюон, «Проклятые короли» «Железный король» — Последний день жизни двух тамплиеров, суд и казнь(Часть 1. Проклятие). В романе два старых соратника встречаются во время их препровождения на суд, на суде протестуют против приговора, заявив что давали ложные показания под пытками, и в тот же день погибают на костре, осуждённые по приказу короля Филиппа IV.
- Проклятые короли (мини-сериал, 1972) — Пьер Нэгр
- Проклятые короли (мини-сериал, 2005) — Овидиу Гинита